# Trichilogaster significata
Trichilogaster significata är en stekelart som först beskrevs av Girault 1913.  Trichilogaster significata ingår i släktet Trichilogaster och familjen puppglanssteklar. Inga underarter finns listade i Catalogue of Life.